# Régis Le Mer
Régis Le Mer, né en 1971, est un historien français spécialiste de la Seconde Guerre mondiale en particulier à Lyon.

## Biographie
Régis Le Mer est diplômé en philosophie et en histoire. Il est documentaliste au centre d'histoire de la résistance et de la déportation de Lyon.

## Publications
- Régis Le Mer, Francs-maçons résistants Lyon 1940-1944 , Mémoire active, septembre 2011,  (ISBN 978-2908185850)
- Régis Le Mer, Imprimeurs clandestins à Lyon et aux alentours (1940-1944) - Guide topographique et approche prosopographique (œuvre littéraire), Mémoire active, Janvier 2014.
- Régis Le Mer (sous le pseudonyme de Paul Zimmer), L'amour ou la truelle [roman], Genève, 5 sens éditions, 2017, 216 p.
- Régis Le Mer et Jacques Pellet (préf. Jacques Walter), René et Marguerite Pellet, de la pédagogie à la résistance : réseau Marco-Polo, Lyon, 1942-1944, Paris, Éditions Tirésias, coll. « Ces oubliés de l'histoire », 2018, 382 p. (ISBN 9782915293975 et 291529397X, OCLC 1038052983)[2].
- Régis Le Mer et Pierre Chevillot (préf. Laurent Douzou), Les couleurs des années noires - Les photographies de Paul-Emile Nerson (Lyon 1938-1940), Presses universitaires de Grenoble, novembre 2019,  (ISBN 978-2-7061-4422-6)
- Sylvie Altar et Régis Le Mer (préf. Michel Noir), Le spectre de la terreur, ces Français auxiliaires de la Gestapo, Paris, Editions Tirésias, coll. « Lieu est mémoire », 2020, 431 p.